# Wilhelm Emmanuel von Ketteler

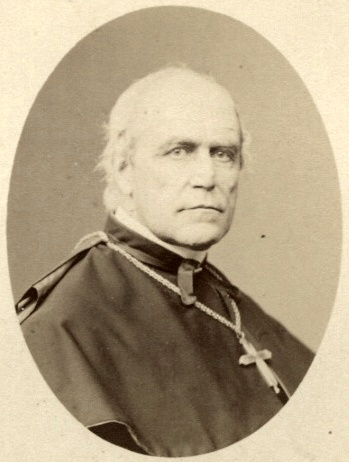
Wilhelm Emmanuel von Ketteler fue participante del Concilio Vaticano I.

Wilhelm Emmanuel Freiherr von Ketteler (Münster, 25 de diciembre de 1811 - Burghausen, 13 de julio de 1877) fue un teólogo y político alemán, que sirvió como obispo de Maguncia.

## Biografía

### Infancia y juventud
Nació el 25 de diciembre de 1811, sexto hijo de Maximiliam Fiedrich von Ketteler Harkotten (1779–1832) y Clementine Wenige-Beck (1778–1844) en Münster. La familia de Ketteler llevaba una vida sencilla impregnada de espíritu cristiano. Fue educado inicialmente en la casa paterna, pero después, dado que sus padres le consideraban un chico difícil, inquieto, temerario, a veces incontrolable e iracundo, le enviaron a un internado Jesuita en el Cantón del Valais, Suiza. Tras cuatro años volvió a Münster donde terminó sus estudios de secundaria obteniendo lo que Alemania se llama "Abitur" el certificado requerido para entrar a una universidad. Después de esto, empezó sus estudios de Derecho en la Universidad de Göttingen, e hizo estadías estudiantiles en Berlín, Heidelberg y Múnich. En Münster aprobó el examen estatal y en 1833 entró como Escribano a trabajar en la Función Pública. Para el servicio militar fue llamado al ejército, al que abandonó un año después como suboficial. El trabajo en la administración no lo hacía feliz y decidió separarse de la Función pública. La oportunidad para esto fue el llamado “evento de Colonia”: el 20 de noviembre de 1837, el gobierno prusiano hizo apresar al Arzobispo de Colonia, por negarse a un acuerdo entre el gobierno de Prusia y los obispos de occidente para supervisar matrimonios mixtos. Así que abandonó ese trabajo.
Empezó a cuestionarse por otras opciones de vida, y se le planteó la idea de ser sacerdote. Respecto a esto, escribió una vez a su hermano Wilderich: Para tranformarme dignamente hacia el estado religioso, harían falta milagros más grandes que resuscitar muertos”.
Para aclarar su dudas, le escribió al Obispo de Eichstätt, a quien tenía una gran confianza, pero no recibió respuesta. Cuando este Obispo más tarde se encontró con Ketteler, el obispo actuó como si la pregunta sobre el futuro vocacional de Kettler ya hubiera sido respondida desde hace mucho tiempo y sólo le preguntó dónde quería formarse como sacerdote. Este encuentro fue para Ketteler como una señal de Dios y empezó sus estudios en Teología y su formación sacerdotal primero en Eichstätt y luego en München.

### Sacerdote en Beckum
El 1 de junio de 1844 Ketteler fue consagrado sacerdote y celebró su primera misa en la catedral de Münster. Tuvo su primer puesto en Beckum como capellán. Como dice en su lema: “ A partir de ahora ya no puedes tener otro interés que el salvar las almas de los hombres y su necesidad” puso su atención principalmente en la salvación de los hombres con sus almas inmortales y también sus necesidades terrenales. Por ejemplo, Para los niños de las granjas periféricas, quienes tenían un largo camino hasta la escuela de Beckum, y que en la pausa de mediodía no sabían a donde ir, él preparó un cuarto caliente con comida. Cuando vio niños mendigando en la calle, construyó una casa para niños pobres y llamó la atención a la comunidad: “Un niño mendigo en nuestra comunidad, eso es algo inaudito”.
Era el tiempo de una industrialización progresiva. Un nuevo estrato venía a formar el horizonte social: el trabajador y el proletariado industrial. En la Convención Nacional alemana convocada para el 18 de mayo de 1848 en la Paulskirche en Frankfurt, se elaboraría una nueva Constitución para los Estados Federados. En esta convención Ketteler fue representante del distrito de Tecklenburg. En la cuestión de las escuelas tomó la palabra y en un discurso exigió entre otras cosas la libertad de enseñanza y aprendizaje así como el derecho de las comunidades a tener escuelas primarias. 1848 fue también el primer Katholikentag alemán en Maguncia. Kettler participó en este evento y dio un discurso improvisado sobre la libertad de la Iglesia y las cuestiones sociales. Ahí lo escuchó el capellán de la catedral de Maguncia, que lo invitó a dar la prédica de Adviento en la catedral. Las prédicas de Ketteler bajo el título de “las grandes cuestiones sociales de la actualidad” atrajeron mucho la atención, incluso también fuera de Maguncia. Sus ideas fueron aceptadas, pensadas, discutidas y combatidas.
Al terminar las conferencias en la Paulskirche de Fráncfort, Ketteler fue llamado a trabajar como prefecto en St. Hedwig en Berlín. A partir de octubre de 1849 trabajó ahí como pastor de 25000 católicos. Ketteler notó inmediatamente las urgencias sociales de la ciudad, preparó la construcción de un nuevo Hospital y condujo como un gran evento la primera procesión de Corpus Christi en Berlín después de la Reforma.

### Obispo de Maguncia

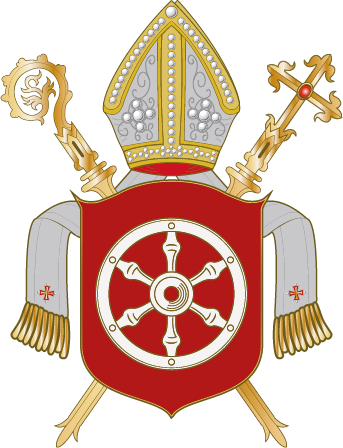
Escudo de la diósesis de Maguncia.

En marzo de 1850, unos pocos meses después de llegar a Berlín, Ketteler recibió el mensaje de su elección como obispo de Maguncia. El 16 de julio de llegó a Maguncia por primera vez como Obispo nombrado y nueve días después fue su consagración. Después de la mediatización y secularización en una diócesis amargamente pobre.
El obispo Ketteler empezó a reforzando la formación de sacerdotes: en el Seminario fueron creados nuevos institutos de teología. Para Ketteler, una fuerza importante siempre fueron las órdenes religiosas, de las que en Maguncia solamente había una: las llamadas “señoritas inglesas” o Maria-Ward-Schwestern, hoy Congregatio Jesu, que desde 1752 mantenían una escuela; por esto llamó a muchas órdenes y les brindó ayuda para trabajar en Maguncia. Con llegada de las órdenes se crearon muchas instituciones de ayuda, escuelas y hospitales, entre ellas la Casa San José para protección de jóvenes abandonados y la escuela de Santa María, que hoy es el Willigisgymnasium. Ketteler hizo muchos viajes en su diócesis donde reconoció rápidamente la urgencia de ayuda espiritual: La insuficiente educación de los jóvenes, especialmente de las muchachas, la deficiente asistencia a los enfermos especialmente en el campo le llevó a fundar una nueva congregación con el nombre de Hermanas de la Divina Providencia de Maguncia. Tras las limitaciones de la Kulturkampf, que prácticamente prohibía a las religiosas servir en la escuela, ellas se encargaron en varios lugares de las casas de enfermos. El hospital Hildergardiano que fue abierto en 1912, es una fundación de la comunidad de Maguncia, que representa una memoria viva del obispo en atención a los jóvenes y enfermos.

Ketteler tenía una gran sensibilidad para la necesidad del hombre. En su primera carta pastoral dice: “a partir de ahora con todo lo que soy y lo que tengo, no me pertenezco, sino a ustedes. Yo reconozco que estoy obligado a evitar toda comodidad y lujo en mi casa, lo que pueda ahorar de mi salario como obispo, a dedicarlo a fines benéficos”. 
La reciente industrialización de su tiempo cambió a la sociedad permanentemente y Ketteler pensaba que las obras de caridad por sí solas no podían alcanzar a satisfacer estas cuestiones. En su obra principal “La cuestión del trabajo y el cristianismo” 1864 presentaba estas ideas en busca de una solución.
Ketteler decía que dos cosas eran necesarias: una era la fundación de cinco sociedades productivas para las que él incluso ofrecó 50 000 florines, al tiempo que esperaba la ayuda de Ferdinand Lassalle. La otra era la Ética social católica. Ketteler estaba convencido de no habría ninguna solución a la cuestión social cuando se dejara fuera de la acción a la Iglesia y la religión.
También pensaba que se debía ayudar a los trabajadores y sus propias organizaciones de ayuda, pues el veía que “ no solamente se ve al trabajo como un bien material, sino también al hombre con su fuerza de trabajo se le ve como a una máquina. Cómo se puede comprar la máquina lo más barato que sea posible, para usarla día y noche hasta que se descomponga, así se usa al hombre en este sistema... la asociación de hombres es destruida y en su lugar entra la asociación de dineros con sus horribles extensiones. Esto dio como resultado ahora en todos lados donde este comportamiento se permitió sin barreras, terribles condiciones.” 
Ketteler calificó el liberalismo de su tiempo, como una misantropía sin restricciones. En el socialismo reconoció incluso algunas aspiraciones positivas, por ejemplo el principio de solidaridad o el sentido de justicia, pero le faltaba la imagen positiva del hombre que está basada en su semejanza a Dios.
Resumiendo el pensamiento social-político de Ketteler se puede decir: El mantuvo en igual manera el principio de la libertad y de la justicia social como indispensables. A pesar de la tensión política entre la iglesia católica y el gobierno de Prusia en el tiempo de Otto von Bismarck, las ideas sociales de Ketteler pudieron encontrar un camino al espacio de la política. Su sobrino, el conde Ferdinan von Galen, padre del más tarde famoso Cardinal de Münster, Clemens August Graf von Galen, presentó el 19 de marzo de 1877, cuatro meses antes de la muerte de Ketteler, una solicitud de una extensiva legislación para proteger a los trabajadores ante el Reichstag, el parlamento.
A pesar de su postura crítica a la curia romana y a la organización del primer Concilio Vaticano y algunas de sus fases, él siempre fue un hijo fiel a la Iglesia católica. Ketteler tenía en una alta estima al Papa Pio IX quien le otorgó también una atención particular por ejemplo en 1877 con una audiencia privada.

### Muerte
Antes de partir hacia Roma, Ketteler había cogido un resfriado, al que aunque no le otorgó importancia visiblemente lo debilitó físicamente. Totalmente agotado partió de la Santa Sede y celebró en Alttötting su última misa. Finalmente viajó a visitar un viejo amigo en el monasterio capuchino Burghausen, donde ya no pudo recuperarse. El 13 de julio de 1877 murió Ketteler en Burghausen y conforme a su deseo fue enterrado en la capilla de María de la Catedral de Maguncia. Ketteler vivió 66 años y fue 27 años obispo de Maguncia.

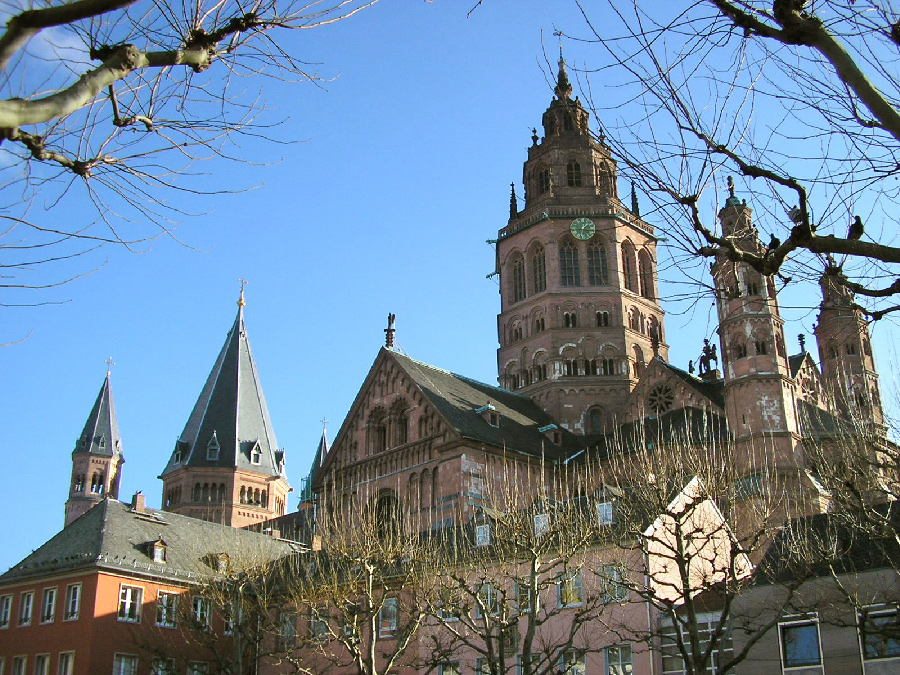
Catedral de Maguncia.